# トリプル・ゴールド・クラブ

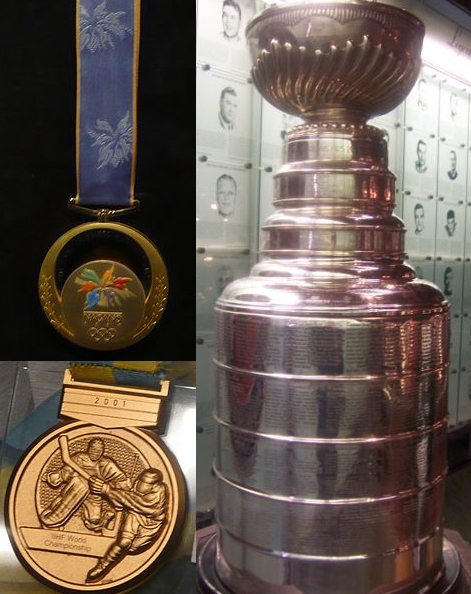
左上から五輪金メダル、世界選手権金メダル、右にスタンレー杯

トリプル・ゴールド・クラブ（Triple Gold Club）は、オリンピック・世界選手権・スタンレー・カップ（NHL）をすべて制した選手に対する特権であり、国際アイスホッケー連盟が認定されている。

## 達成者

### 選手
| 選手名                       | オリンピック   | 世界選手権                                               | スタンレー・カップ                                                                    |
| ---------------------------- | -------------- | -------------------------------------------------------- | ------------------------------------------------------------------------------------- |
| トマス・ヨンソン             | 1994年         | 1991年                                                   | ニューヨーク・アイランダース（1982年、1983年）                                        |
| マッツ・ネスルンド           | 1994年         | 1991年                                                   | モントリオール・カナディアンズ（1986年）                                              |
| ホーカン・ローブ             | 1994年         | 1987年、1991年                                           | カルガリー・フレームス（1989年）                                                      |
| バレリー・カメンスキー       | 1988年         | 1986年、1989年、1990年                                   | コロラド・アバランチ（1996年）                                                        |
| アレクセイ・グサロフ         | 1988年         | 1986年、1989年、1990年                                   | コロラド・アバランチ（1996年）                                                        |
| ピーター・フォースバーグ     | 1994年、2006年 | 1992年、1998年                                           | コロラド・アバランチ（1996年、2001年）                                                |
| ヴャチェスラフ・フェティソフ | 1984年、1988年 | 1978年、1981年、1982年、 1983年、1986年、1989年、 1990年 | デトロイト・レッドウィングス（1997年、1998年）                                        |
| イーゴリ・ラリオノフ         | 1984年、1988年 | 1982年、1983年、1986年、 1989年                          | デトロイト・レッドウィングス（1997年、1998年、2002年）                                |
| アレクサンドル・モギルニー   | 1988年         | 1989年                                                   | ニュージャージー・デビルズ（2000年）                                                  |
| ウラジーミル・マラーホフ     | 1992年         | 1990年                                                   | ニュージャージー・デビルズ（2000年）                                                  |
| ロブ・ブレイク               | 2002年         | 1994年、1997年                                           | コロラド・アバランチ（2001年）                                                        |
| ジョー・サキック             | 2002年         | 1994年                                                   | （コロラド・アバランチ（1996年、2001年）                                              |
| ブレンダン・シャナハン       | 2002年         | 1994年                                                   | デトロイト・レッドウィングス（1997年、1998年、2002年）                                |
| スコット・ニーダーマイヤー   | 2002年、2010年 | 2004年                                                   | ニュージャージー・デビルズ（1995年、2000年、2003年）、 アナハイム・ダックス（2007年） |
| ヤロミール・ヤーガー         | 1998年         | 2005年、2010年                                           | ピッツバーグ・ペンギンズ、（1991年、1992年）                                          |
| イジー・シュレガー           | 1998年         | 2005年                                                   | デトロイト・レッドウィングス（2002年）                                                |
| ニクラス・リドストレム       | 2006年         | 1991年                                                   | デトロイト・レッドウィングス（1997年、1998年、2002年、2008年）                        |
| フレドリック・モディン       | 2006年         | 1998年                                                   | タンパベイ・ライトニング（2004年）                                                    |
| クリス・プロンガー           | 2002年、2010年 | 1997年                                                   | アナハイム・ダックス（2007年）                                                        |
| ニクラス・クロンウォール     | 2006年         | 2006年                                                   | デトロイト・レッドウィングス（2008年）                                                |
| ヘンリク・ゼッテルベリ       | 2006年         | 2006年                                                   | デトロイト・レッドウィングス（2008年）                                                |
| ミカエル・サミュエルソン     | 2006年         | 2006年                                                   | デトロイト・レッドウィングス（2008年）                                                |
| エリック・スタール           | 2010年         | 2007年                                                   | カロライナ・ハリケーンズ（2006年）                                                    |
| ジョナサン・テイヴス         | 2010年、2014年 | 2007年                                                   | シカゴ・ブラックホークス（2010年、2013年）                                            |
| パトリス・バージェロン       | 2010年、2014年 | 2004年                                                   | ボストン・ブルーインズ（2011年）                                                      |
| シドニー・クロスビー         | 2010年、2014年 | 2015年                                                   | ピッツバーグ・ペンギンズ（2009年）                                                    |
| パーヴェル・ダツュク ^       | OAR 2018       | Russia 2012                                              | デトロイト・レッドウィングス 2002, 2008                                               |
| ジェイ・ボウミースター ^     | Canada 2014    | Canada 2003, 2004                                        | セントルイス・ブルース 2019                                                           |
| ヴァルッテリ・フィルプラ ^   | Finland 2022   | Finland 2022                                             | デトロイト・レッドウィングス 2008                                                     |

### コーチ
| コーチ名           | オリンピック   | 世界選手権 | スタンレー・カップ                     |
| ------------------ | -------------- | ---------- | -------------------------------------- |
| マイク・ボブコック | 2010年、2014年 | 2004年     | デトロイト・レッドウィングス（2008年） |